# Leninskaja (metrostation)
Leninskaja (Russisch: Ленинская) is een station van de metro van Nizjni Novgorod. Het station maakt deel uit van Avtozavodskaja-lijn en werd geopend op 20 november 1985, tegelijk met het eerste metrotracé in de stad. Het metrostation bevindt zich aan het begin Leninski Prospekt (Leninlaan) en is vanuit het noorden gezien het eerste van een groot aantal stations dat onder deze laan gelegen is. Ten oosten van station Leninskaja ligt het Komsomolskaja Plosjtsjad (Komsomolplein), een van de drukste verkeersknooppunten van Nizjni Novgorod.
Het station is ondiep gelegen en beschikt over een perronhal met een gewelfd plafond. In de wanden is een in het dak doorlopend reliëf aangebracht. In de stationshal is een muurcompositie met het thema "Vladimir Lenin en de Oktoberrevolutie" te vinden. Nabij een van de toegangen tot het station staat een monument ter ere van de start van de bouw van het metronet van Nizjni Novgorod (het tiende in de Sovjet-Unie) in 1977.